# موسیقی ماه
موسیقی ماه با عنوان کامل موسیقی کیهانی جلد ۲: موسیقی ماه (انگلیسی: Music of the Spheres Vol. II: Moon Music) دهمین آلبوم استودیویی گروه راک بریتانیایی کلدپلی است. این آلبوم در ۴ اکتبر ۲۰۲۴ توسط پارلفون در بریتانیا و توسط آتلانتیک رکوردز در ایالات متحده و به عنوان قسمت دوم پروژه موسیقی کیهانی (۲۰۲۱) منتشر شد. تهیه‌کنندگی این آلبوم بر عهدهٔ بیل راکو، دان گرین، مکس مارتین، مایکل ایلبرت، جان هاپکینز، اسکار هولتر، ایلیا سلمان‌زاده و د چینسموکرز بوده است.

## گواهی‌نامه‌ها
| منطقه                                   | گواهی | واحد گواهی‌شده/فروش |
| --------------------------------------- | ----- | ------------------ |
| بریتانیا (بی‌پی‌آی)                       | Gold  | ۲۳۶٬۷۹۶            |
| رقم فروش+پخش جاری تنها بر پایهٔ گواهی‌ها. |       |                    |

## تاریخچه انتشار
| منطقه | تاریخ        | فرمت                                  | ورژن      | ناشر                              | منابع |
| ----- | ------------ | ------------------------------------- | --------- | --------------------------------- | ----- |
| مختلف | ۴ اکتبر ۲۰۲۴ | CD • ۵×ال‌پی • دانلود دیجیتال • استریم | استاندارد | پارلفون • آتلانتیک • وارنر میوزیک | [ ۵ ] |
| مختلف | ۴ اکتبر ۲۰۲۴ | CD • ۵×ال‌پی • دانلود دیجیتال • استریم | نوت‌بوک    | پارلفون • آتلانتیک • وارنر میوزیک | [ ۵ ] |
| مختلف | ۴ اکتبر ۲۰۲۴ | سی‌دی • دانلود دیجیتال                 | Tour      | پارلفون • آتلانتیک • وارنر میوزیک | [ ۶ ] |
| مختلف | ۶ اکتبر ۲۰۲۴ | سی‌دی • دانلود دیجیتال • استریم        | فول مون   | پارلفون • آتلانتیک • وارنر میوزیک | [ ۷ ] |